# Traité de Constantinople (1897)
Pour les articles homonymes, voir Traité de Constantinople.
Le traité de Constantinople de 1897 est un traité signé entre la Grèce et l'Empire ottoman le 4 décembre 1897 afin de mettre un terme au conflit les ayant opposé après le soulèvement de la Crète.
Défavorable à la Grèce, vaincue, le traité stipule que :
- la majeure partie de la Thessalie, occupée par les Turcs pendant la guerre, est rendue à la Grèce, mais le tracé de la frontière gréco-ottomane est rectifié en faveur de la Sublime Porte qui obtient les cols stratégiques de Zygos, Zorgya, Kalamaki, Reveni et Melouna ;
- la Grèce s'engage à payer à l'Empire ottoman une indemnité de guerre de 94,3 millions de francs-or ;
- les Ottomans occupent le nord de la Thessalie jusqu'au paiement de celle-ci ;
- la Crète reçoit un statut d'autonomie, sous la suzeraineté ottomane.

## Source
1. ↑  « Papers Relating to the Foreign Relations of the United States, With the Annual Message of the President Transmitted to Congress December 5, 1898 - Office of the Historian », sur history.state.gov (consulté le 29 octobre 2020)